# Suiten für Violoncello solo (Bach)

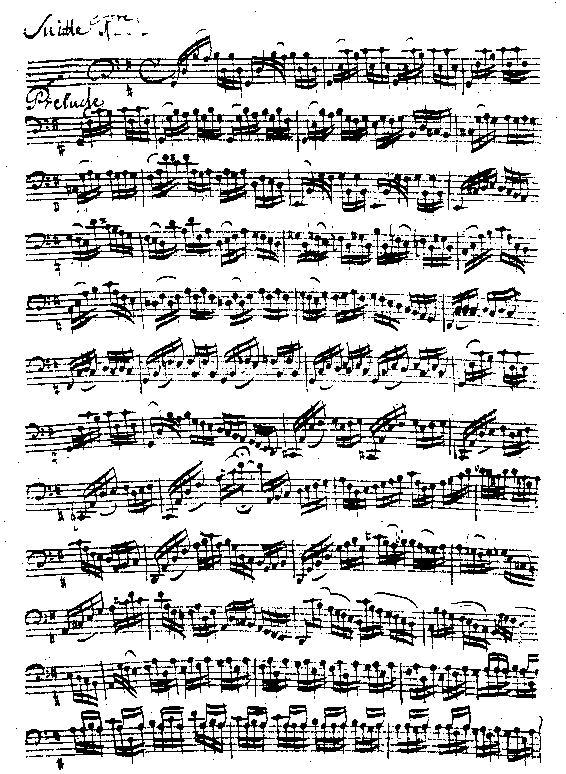
Prélude der Suite Nr. 1, die erste Seite von Anna Magdalena Bachs Abschrift

Die sechs Suiten für Violoncello solo (BWV 1007–1012) von Johann Sebastian Bach gehören heute zu den meistgespielten Kompositionen für ein solistisches Streichinstrument. Die Handschrift vereinigt sechs Suiten, also Folgen von Einzelsätzen, die – oft stark stilisiert – auf die modischen Hoftänze der Entstehungszeit und der vorhergehenden Generation anspielen.
An den Spieler stellen die sechs Werke hohe Anforderungen: „Bachs Kompositionen für Solo-Violine und -Cello stehen für höchste Virtuosität, und dies, gerade auch im Blick auf ihre Einzigartigkeit, mehr noch als seine Clavierwerke, die ähnliche technische Anforderungen stellen“, schreibt Christoph Wolff; besonders hebt er hervor, dass die Streicher-Solowerke trotz ihrer instrumentenbedingten Einschränkungen in der kompositorischen Beherrschung des Materials hinter Bachs Clavierwerken der gleichen Zeit nicht zurückstehen. Cellisten neigen zu noch höherer Einschätzung der sechs Suiten; so Pau Casals: „Sie sind die Quintessenz von Bachs Schaffen, und Bach selbst ist die Quintessenz aller Musik.“

## Überlieferung
Wie bei vielen Werken Bachs ist keine autographe Handschrift erhalten; bereits der Erbe ist nicht bekannt. Die älteste Quelle ist eine Kopie, die Johann Peter Kellner um 1726 anfertigte. Da Kellner selbst kein Streichinstrument spielte, hat er die Abschrift wohl eher aus Studiengründen angefertigt; dies würde seine Nachlässigkeit vor allem bei den Bindebögen und ganz allgemein der Artikulation erklären.
Heutige Notenausgaben beruhen aber zum überwiegenden Teil auf der Abschrift, die Anna Magdalena Bach zwischen 1727 und 1731 angefertigt hat. Man darf davon ausgehen, dass viele Details wie Seitenaufteilung, Überschriften, Behalsung und Balkensetzung nahe an der Vorlage bleiben; dies gilt leider nicht unbedingt für die Artikulation. Als Vorlage wird eine Reinschrift Bachs angenommen. Diese Abschrift bildete anfangs ein zweiteiliges Konvolut aus den Solowerken für Violine und denen für Violoncello. Es wurde offenbar für Bachs Schüler Georg Ludwig Schwanberger (1696–1774) angefertigt (den Vater Johann Gottfried Schwanbergers). Er studierte um die Zeit der Entstehung des Manuskripts in Leipzig bei Bach und schrieb selber das gemeinsame Titelblatt. Die beiden Teile wurden früh getrennt und gingen eigene Wege.
In den letzten Jahrzehnten wurden zwei weitere anonyme Handschriften aus der Zeit nach Bachs Tod entdeckt, die in Berlin im Umkreis Carl Philipp Emanuels entstanden sein müssen. Sie zeigen an einigen Stellen erhebliche Abweichungen; insbesondere fügen sie viele Verzierungen hinzu.
Nach dem Erstdruck von 1824 und einer Interpreten-Ausgabe von Friedrich Dotzauer im Folgejahr wurde 1879 in der Gesamtausgabe der Bach-Gesellschaft Leipzig die erste quellenkritische Ausgabe veröffentlicht. Erst 1988–91 folgte die Neue Bach-Ausgabe durch Hans Eppstein. Eine Revision dieser Ausgabe wurde wegen der neuen Quellenlage 2016 von Andrew Talle vorgenommen.

## Struktur
Die sechs Suiten sind formal einheitlich aufgebaut: Auf ein Prélude folgen die im deutschen Hochbarock üblichen vier Sätze: Allemande – Courante – Sarabande – Gigue, wobei Bach vor dem Schlusssatz noch ein Paar weiterer Tänze einschiebt: Zwei Menuette in Suiten 1 und 2, zwei Bourrées in Suiten 3 und 4, zwei Gavotten in 5 und 6. In der Musik des Hochbarock bestehen praktisch alle Tänze aus zwei Abschnitten, die für sich wiederholt werden, häufig ist der zweite Teil dabei länger als der erste, und meist stehen deren Längen in einem einfachen Zahlenverhältnis. Folgen zwei gleiche Tänze aufeinander, stellt der zweite meist in Bewegung und Tonart einen Kontrast dar und verweist mit der Anweisung Da capo auf die Wiederholung des ersten Tanzes.

### Sammlung oder Zyklus?
Die gemeinsame Überlieferung der sechs Werke in einer Sammelhandschrift legt nahe, dass auch Bach sie als zusammengehörig betrachtete. Neben den beschriebenen Satzfolgen lässt auch die Tonartenfolge, die später zu einem wichtigen Ordnungskriterium für umfangreiche Zyklen werden sollte, bereits eine gewisse Durchplanung erkennen – keine Tonart wiederholt sich, und das Werk umfasst zwei Gruppen aus je zwei Durtonarten, die eine Molltonart umschließen. Dies ist entfernt vergleichbar etwa mit den Sonaten für Violine mit obligatem Cembalo, wo in zwei Gruppen einmal auf eine Moll- zwei Durtonarten folgen, dann auf zwei Moll- eine Durtonart. Eine weitergehende Planung der Tonarten, etwa nach deren Namen oder Vorzeichen, ist jedoch nicht erkennbar und wurde von Bach wohl erst später eingeführt, wie etwa in den Inventionen und Sinfonien sowie dem Wohltemperierten Klavier.
Bei aller Einheitlichkeit der Tanzfolgen sollen die Einzelsätze offenbar, ganz besonders die Préludes, ein möglichst buntes, vielfältiges Bild geben. Keiner dieser Anfangssätze ist allerdings mit einer Tempobezeichnung versehen (für die Tänze war dies sowieso nicht notwendig); sie tragen deutlich virtuose Züge.

## Entstehung
Die Komposition stellt offenbar ein Schwesterwerk dar zu den Sonaten und Partiten für Violine solo. Auf deren autographer Partitur steht auf dem Deckblatt der Hinweis Libro Primo („erstes Buch“) – oft ist spekuliert worden, die Cellosuiten bildeten entsprechend das zweite Buch einer zweiteiligen Sammlung.
Da die Solowerke für Cello im Großen und Ganzen weniger polyphon gearbeitet sind als die für Violine, ist ihre frühere Entstehung vermutet worden; doch kann daraus auch einfach die Einsicht des Komponisten gefolgert werden, der tiefen Lage des Instruments sei eine mehrstimmige Satzweise weniger angemessen. Man kann also auch annehmen, die Soli für die beiden Instrumente seien über mehrere Jahre parallel zueinander verfasst worden.
Anders als bei den Solowerken für Violine sind potentielle direkte Vorbilder aus dem nord- oder mitteldeutschen Raum nicht nachweisbar; sicher kannte Bach aber Beispiele der Kultur solistischer Gambenmusik.

### Datierung
Da das Kompositionsautograph fehlt, ist eine Datierung nur nach stilistischen Kriterien möglich. Dies ist selbst mit heutigem Wissen nicht gerade einfach.
Wie erwähnt, folgen alle sechs Kompositionen der strengen Suitenform, die Bach später in seinen Suiten für Orchester, aber auch schon in der E-Dur-Partita für Violine solo verließ. Dies spricht stark dafür, die Komposition der Cellosuiten jedenfalls vor der bis März 1719 entstandenen Violinpartita anzusetzen. Diese zeigt eine wesentlich freiere Satzfolge, offenbar unter dem Eindruck der Pièces de Clavecin von François Couperin, die Bach zu diesem Zeitpunkt kennengelernt haben muss.
In formaler Hinsicht ähneln die Cellosuiten mehr den Englischen Suiten, deren Entstehung in der Weimarer Zeit ab 1713/14 heute als sicher gilt. Neben der recht strengen Folge der Tanzsätze und ihrer vorangestellten ausgedehnten und möglichst differenzierten Préludes fällt vor allem auf, dass in den ersten drei Suiten die zweiten der in das Frobergerschema eingefügten Tanzsätze immer in der gleichnamigen Dur- beziehungsweise Molltonart stehen, nie in der Paralleltonart (die Bach später in solchen Fällen meist verwendete). In der zweiten Gruppe, den Suiten 4 bis 6, stehen sie in der Grundtonart der jeweiligen Suite.
Die am weitesten entwickelten Sätze der Englischen Suite 2 bis 6, die Préludes, zeigen allerdings eine Da-Capo-Form im Konzertstil; die der Cellosuiten sind eher durch ein Motiv ausgelöst, als ein echtes Thema zu entwickeln, und ähneln so dem sicher früher entstandenen Prélude der ersten Suite.
Dennoch ist zweifelhaft, ob die Suiten von vornherein als sechsteilige Sammlung konzipiert wurden. Einige stilistische Eigenarten und gewisse satztechnischen Auffälligkeiten der fünften Suite legen nahe, dass diese früher als die anderen entstand – möglicherweise zunächst noch als Einzelwerk, möglicherweise auch für ein anderes Instrument, etwa Laute oder Gambe. Dann mag Bach den Entschluss gefasst haben, je eine Sammlung von Solowerken für Violine und Cello solo anzulegen; die ersten drei Cellosuiten zeichnen hier ein auffallend homogenes Bild und könnten wegen der stilistischen Nähe mit den Englischen Suiten entstanden sein. Die vierte Cellosuite ist musikalisch deutlich ambitionierter und spieltechnisch anspruchsvoller; inzwischen war möglicherweise eine gewisse Zeit vergangen. Bach scheint dann höhere Ansprüche an das Violoncellospiel gestellt zu haben und in den Besitz eines fünfsaitigen Instruments gekommen zu sein; unter Einbeziehung der frühen fünften Suite scheint er mit der wohl zuletzt entstandenen sechsten Suite die Sammlung fertiggestellt zu haben.
Ein solches fünfsaitiges Instrument tritt ansonsten nur in einigen Leipziger Kantaten ab dem Herbst 1724 auf (zuerst in der Kantate Schmücke dich, o liebe Seele, BWV 180); seine Partiturbezeichnung ist „Violoncello piccolo“. Möglicherweise hat die Komposition der sechsten Suite und Fertigstellung der Sechs Suiten erst in Leipzig in der gleichen Zeit stattgefunden. Immerhin ist auffällig, dass Anna Magdalenas Abschrift hier deutlich unsicherer und fehlerhafter ist als bei den Violinsoli; das wurde darauf zurückgeführt, dass die Vorlage sehr eng und undeutlich geschrieben war, also vielleicht ein Kompositionsmanuskript darstellte, so dass Bach also zu diesem Zeitpunkt selbst noch keine Reinschrift hergestellt hatte.

### Bachs Autorschaft
Wegen des Fehlens einer Kompositionshandschrift und angeblicher stilistischer Unterschiede zwischen den Cellosuiten und gesicherten Werken Bachs wurden Zweifel an seiner Autorschaft laut; als Komponistin ist dann Anna Magdalena Bach vorgeschlagen worden. Derartige Spekulationen dürfen jedoch inzwischen als widerlegt gelten.

### Bach als Cellist
Oft nimmt man an, Bach habe die Cellosuiten für einen Musiker des Köthener Hofs geschrieben, viel häufiger noch glaubt man, er habe an niemanden Bestimmten gedacht: Nachdem er sechs Solowerke für Violine geschrieben habe, sei es nur konsequent gewesen, dass er in ähnlicher Form auch die Cellisten bedacht habe.
Das sind alles in allem sehr moderne Vorstellungen von einem Komponisten; für einen Musiker des Barock war es selbstverständlich, Kompositionen zunächst einmal für sich selbst zu schreiben und diese auch selbst vorzutragen. Bach kam aus einer alten Musikerfamilie, er war in Weimar als Konzertmeister angestellt, und sein Sohn Carl Philipp Emanuel schreibt 1774 in einem Brief an Johann Nikolaus Forkel, dass Bach das Orchester üblicherweise von der Violine aus leitete und am liebsten Viola spielte. In einer ganzen Reihe von Leipziger Kantaten kommt als Partiturbezeichnung das „Violoncello piccolo“ vor; dieses Instrument tritt aber immer nur in Einzelsätzen auf; seine Stimme ist zumindest bis April 1725 entweder innerhalb der der ersten Violine notiert oder auf einem Extrablatt und in diese eingelegt. Es kann also tatsächlich wenig Zweifel geben, dass es jemand am Pult der ersten Geige war, der diese Sätze spielte – der Konzertmeister selbst oder sein Nachbar.
Ging man vor einer Generation noch davon aus, dass es sich bei diesem Spieler um Bach handelte, so wurde er inzwischen mit einiger Sicherheit als Carl Gotthelf Gerlach identifiziert, Bachs Schüler und späterer Kollege als Organist und Musikdirektor der Neuen Kirche in Leipzig.

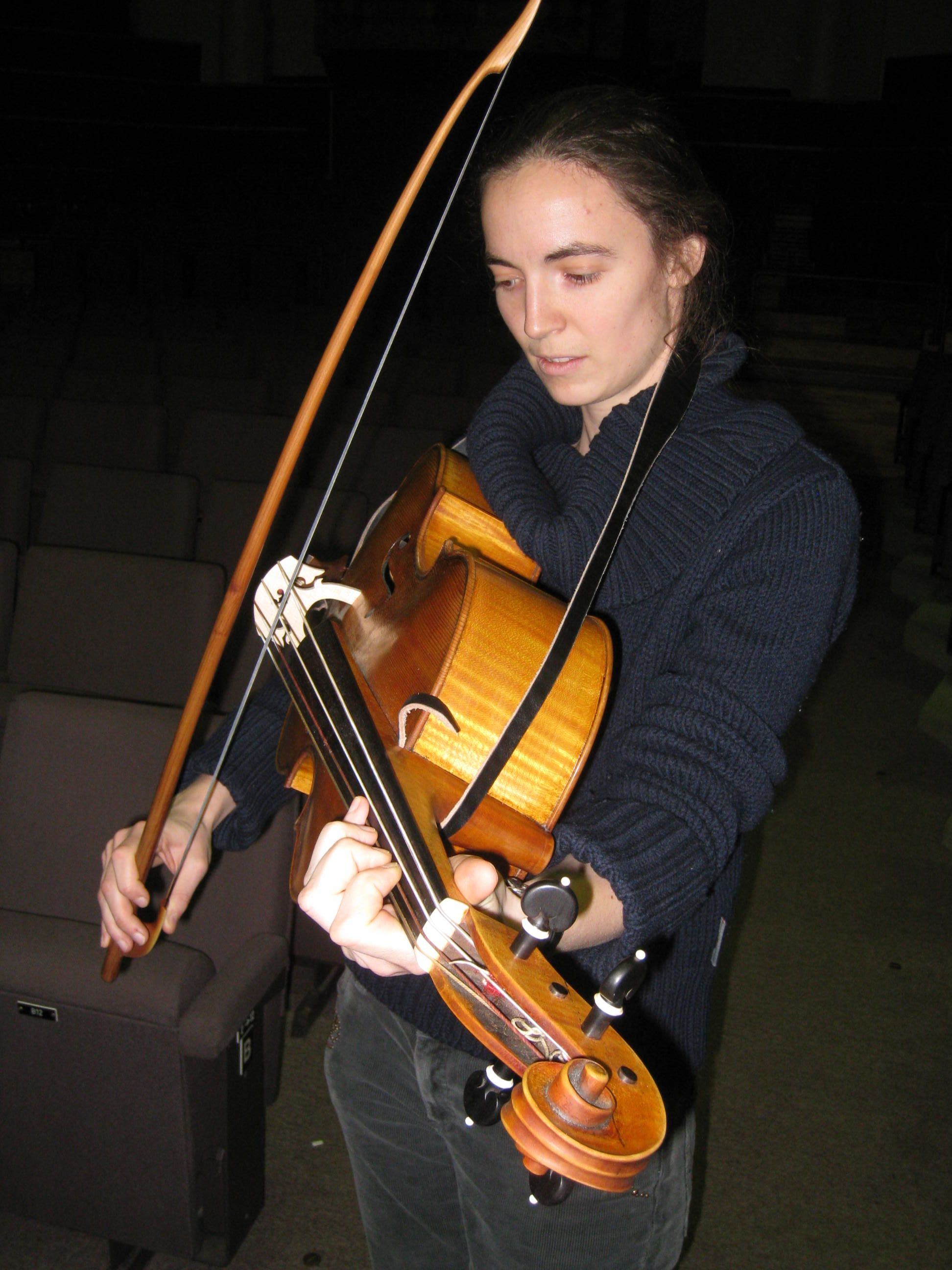
Viola da spalla

 Nun haben Violine und Violoncello bekanntlich ein sehr unterschiedliches Fingersatzsystem, so dass heute wie damals Spieler sehr rar sind, die beide Instrumente wirklich beherrschen. Doch zeigt eine genaue Untersuchung der Instrumente, die zu Bachs Lebzeiten als „Violoncello“ bezeichnet wurden, dass diese in Größe und Spielweise sehr voneinander abwichen; eine große Rolle haben wohl am Arm gespielte Instrumente gespielt. Sébastien de Brossard schreibt 1703 in seinem Dictionnaire de musique, das „Violoncello“ entspreche der französischen Quinte de Violon, einer großen Bratsche. Auch Johann Gottfried Walther, Bachs Amtsvorgänger in Weimar, erwähnt 1732 in seinem Musicalischen Lexicon ausschließlich die Armhaltung; das Gleiche gilt für Johann Mattheson in Das neu-eröffnete Orchestre (Hamburg 1713), und selbst noch für den 1719 geborenen Leopold Mozart ist die Beinhaltung offenbar eine moderne Entwicklung. Es wäre nicht erstaunlich, wenn am Weimarer Hof als „Violoncelli“ vor allem am Arm gehaltene und mit Violinfingersatz gespielte Instrumente bezeichnet worden wären, die man heute eher als Viola da spalla ansprechen würde. Auch das dritte und sechste Brandenburgische Konzert könnten für diesen Instrumententyp konzipiert sein. Übrigens bezeichnet Kellners Abschrift der sechs Suiten, die sicher unabhängig von der Anna Magdalenas auf das Autograph zurückgeht, das Instrument als „Viola de Basso“.
Dass Bach zumindest die ersten drei Suiten zunächst für den eigenen Gebrauch schrieb, und zwar für ein am Arm gehaltenes Instrument, kann damit noch nicht als eindeutig bewiesen gelten, doch spricht aus instrumentenkundlicher und biographischer Sicht sehr vieles dafür. Angesichts der Tatsache, dass nicht nur Bachs Violin-, sondern auch seine Violoncello-Solowerke deutlich zeigen, wie sehr er „mit den instrumententypischen Musiksprachen bis ins Detail vertraut war und die jeweilige Spieltechnik perfekt beherrschte“, liegt diese Annahme nahe. Aber auch wenn Bach diese Werke tatsächlich für einen Kollegen schrieb – in Weimar könnte dies beispielsweise der virtuose Geiger und Cellist Gregor Christoph Eylenstein (1682–1749) gewesen sein, in Leipzig der oben erwähnte Carl Gotthelf Gerlach: Bach dürfte sich bei der Komposition ein am Arm gespieltes Instrument vorgestellt haben.

## Musik

### Suite Nr. I G-Dur, BWV 1007
- Prélude c G-Dur
- Allemande c G-Dur
- Courante 3/4 G-Dur
- Sarabande 3/4 G-Dur
- Menuett I G-Dur – II g-Moll – I
- Gigue 6/8 G-Dur

#### Prélude
Der Anfangssatz ist vielleicht eines der bekanntesten Stücke des Zyklus. Es ist eine harmonische Studie in gleichmäßigem Rhythmus und beginnt mit Arpeggien im Bewegungsmuster etwa des kleinen Präludiums c-Moll BWV 999 oder des bekannten Präludiums C-Dur BWV 846 aus dem ersten Teil des Wohltemperierten Klaviers. Im Gegensatz zu diesen wird das Grundmuster allerdings immer wieder verlassen zugunsten von Abwandlungen und kontrastierenden Einschüben; tritt es wieder auf, wirkt es – obwohl nie wörtlich zitiert – ritornellartig.
Harmonisch bleibt der Satz – trotz reicher Verwendung von Septakkorden – immer nah an der Ausgangstonart und den Akkorden der leeren Saiten; eine echte Modulation, also ein wie auch immer dramatisiertes Erreichen der Zieltonart, findet nicht statt. In seinem letzten Viertel konzentriert sich der Satz zunehmend auf spieltechnische Finessen – ein langer bariolageartiger Abschnitt mit einer chromatischen Tonleiter weit über eine Oktave bildet den einzigartigen Höhepunkt. Die kaum unterbrochene Sechzehntelbewegung sorgt dabei für eine starke Einheitlichkeit, die auch heterogenes Material zusammenhält.

#### Tanzsätze
Allemande: Allemanden wurden zu Bachs Zeiten schon lange nicht mehr getanzt und stellen bei ihm immer eine stark stilisierte, zweiteilige Form dar. Erkennbar sind sie eigentlich nur am kurzen Auftakt (meist einem Sechzehntel) und anschließend tendenziell durchgängiger, selten unterbrochener Sechzehntelbewegung im eher ruhigen Tempo. Die Allemande der G-Dur-Suite ist dafür ein gutes Beispiel – unter allen Läufen und aller Ornamentierung entwickeln sich immer wieder kleine melodische Gestalten, die oft auch einen oder zwei Takte später noch einmal aufgegriffen werden, dann aber nicht mehr vorkommen und so nicht zu einem thematischen, also formbildenden, Element gerinnen können. Trotz aller Unregelmäßigkeiten deutet Bach den unterschwelligen Tanzcharakter an durch eine strenge Form aus zweimal sechzehn Takten.
Courante: Auch dieser Tanz wurde zur Bachzeit nicht mehr getanzt, doch betont Bach den Tanzcharakter durch eine deutlich ausgearbeitete Periodik: Einer klar motivisch geprägten Viertaktgruppe folgt eine kontrastierende zweite, deren schnelle Bewegungen durchweg ornamental aufzufassen sind; abgesehen von zwei eingeschobenen Takten ist der Satz deutlich aus abgegrenzten Achttaktgruppen aufgebaut und hat so die – beim Hören nachvollziehbare – Proportion von 10:24 Takten. Ein Charakteristikum von Couranten, eine Hemiole im vorletzten Takt, deutet Bach allerdings nur sehr subtil an.
Sarabande: Auch die Sarabande zeigt eine klar hervorgehobene Periodik aus Viertaktgruppen; die für den Tanz charakteristische Betonung auf der zweiten Zählzeit erreicht Bach oft sehr deutlich durch volle Akkorde. Von Ferne erinnert das Thema an den Mittelsatz des zweiten Brandenburgischen Konzerts.
Menuette: Für Menuette kann der klare Aufbau aus Achttaktgruppen als charakteristisch gelten; beide Sätze der ersten Suite bestehen aus acht plus sechzehn Takten. Das erste baut klar aus Viertaktgruppen auf, das zweite wirkt kleingliedriger durch Betonung von Zweitaktgruppen; diesem Effekt steuert Bach zu Beginn der zweiten Hälfte durch eine lange Quintfallsequenz entgegen. Beide Menuette erreichen in der Mitte der zweiten Hälfte die jeweilige Paralleltonart.
Gigue: Der schnelle Schlusssatz folgt dem italienischen „Giga“-Typ aus einfachen Achteltriolen. Harmoniewechsel finden zweimal pro Takt statt, was auf ein nicht allzu hohes Tempo hindeutet. Die drei Viertaktgruppen des ersten Teils sind deutlich erkennbar; im letzten Drittel des zweiten Teils beginnt Bach dann, diese ineinanderzuschieben und vorübergehend die Mollvarianten von Tonika und Subdominante einzusetzen, um so kurz vor Schluss des Werks Proportionen und Grundtonart noch einmal auf spannende Weise zu verunklaren.

### Suite Nr. II d-Moll, BWV 1008
- Prélude 3/4 d-Moll
- Allemande c d-Moll
- Courante 3/4 d-Moll
- Sarabande 3/4 d-Moll
- Menuett I d-Moll – II D-Dur – I
- Gigue 3/8 d-Moll

#### Prélude
Der Satz trägt deutliche Züge einer stark stilisierten Sarabande, mit Betonung auf der ersten und einem spannungsvollen Innehalten auf der zweiten Zählzeit. Das rhythmisch charakteristische Motiv des ersten Takts ist über lange Strecken allgegenwärtig, doch werden seine Töne mehr und mehr durch Sechzehntel gefüllt, so dass es mehr unterschwellig eine gleichmäßige Bewegung strukturiert. Zunehmend wird das Motiv verlassen und kann so in Abständen immer wieder formbildend das Erreichen einer neuen harmonischen Plattform kennzeichnen. So markiert es nach zwölf Takten das Erreichen der parallelen Durtonart, nach zwei Dritteln des Satzes die Dominante.
Die den Satz abschließenden dreistimmigen Akkorde hätte Bach beim eigenen Spiel wahrscheinlich nach dem Muster der vorhergehenden Takte in Sechzehntelbewegung aufgelöst oder auch durch Bezug auf das Anfangsmotiv gestaltet; möglicherweise notierte er sie nur aus Platzgründen nicht aus.

#### Tanzsätze
Allemande: Der Tanz ist deutlich motivischer geprägt als das sprödere Gegenstück der ersten Suite; mit zweimal zwölf Takten hat er einen ähnlichen Grundaufbau, aber nur drei Viertel von dessen Länge. Diese scheinbar starre Grundform wird durch Motive höchst unterschiedlicher Länge gefüllt – die deutschen Komponisten des Hochbarock assoziierten mit einer „Allemande“ offensichtlich keine bestimmte Schrittfolge mehr. Der zweite Teil entspricht rhythmisch über längere Zeit dem des ersten und entfernt sich erst allmählich davon.
Courante: Die beiden Hälften sind motivisch stark aufeinander bezogen und durch eine selten unterbrochene Sechzehntelbewegung gekennzeichnet, die es zu Beginn der Teile schwermacht, die Motive gegeneinander abzugrenzen; regelmäßige Harmoniewechsel auf der ersten Zählzeit jedes Takts erleichtern aber eine Orientierung (wenn der Spieler sie entsprechend verdeutlicht). Schnell etabliert sich dann eine Periodik aus zwei- und viertaktigen Einheiten – am auffälligsten vielleicht in den letzten vier Takten jedes Teils, die ihre Spannung aus latenter Zweistimmigkeit beziehen, bei der die Unterstimme die Harmonie wechselt und die Oberstimme in schneller ostinater Bewegung motivisch liegenbleibt.
Sarabande: Hier fällt auf, dass Bach die Betonung der zweiten Zählzeit immer nur im ersten von zwei Takten vornimmt, den Tanz also gewissermaßen mehr stilisiert als das Gegenstück aus der ersten Suite. Drei so entstehende Viertaktgruppen bilden den ersten, vier den zweiten Teil, dessen Ende durch deutliche Chromatik in der Unterstimme anzeigt wird.
Menuette: Die beiden Menuette haben wieder gleiche Länge und gleiche Struktur mit einem zweiten Teil doppelter Länge, dessen Mitte jeweils die Paralleltonart streift, aber nicht durch eine deutliche Kadenz festigt. Das zweite Menuett zeigt in seinem zweiten Teil die zunehmend deutliche Tendenz, alle Motivik in eine durchgehende weiche Achtelbewegung aufzulösen, so dass erst die Rückkehr des ersten Menuetts den Tanzcharakter wieder etabliert. Der Satz ist auch als eine Art stilisierte Continuostimme zu einer imaginären Melodiestimme gesehen worden.
Gigue: Ein charakteristisches eröffnendes Viertaktmotiv, das gleich anschließend in starker Verzierung abgewandelt wird und dann sofort die Tonikaparallele streift, die anschließend ständig eine wichtige harmonische Rolle spielt: Konsequent beginnt auch der zweite Teil mit dieser und nicht der Dominante, mit der doch der erste Teil abgeschlossen hatte – der einzige derartige Satz in den Cellosuiten. Die achttaktigen Phrasen werden zu Beginn deutlich herausgestellt und erst im zweiten Fall durch Einschübe verunklart, was zu der Proportion 8:11 führt.

### Suite Nr. III C-Dur, BWV 1009
- Prélude 3/4 C-Dur
- Allemande c C-Dur
- Courante 3/4 C-Dur
- Sarabande 3/4 C-Dur
- Bourrée I C-Dur – II c-Moll – I
- Gigue 3/8 C-Dur

#### Prélude
Der Satz beginnt mit einem Tonleitermotiv, das auch noch wenige Male zu Strukturierung herangezogen wird, aber eigentlich kaum formbildend wirkt. Prägend für den Satz sind vielmehr die vielfältigen, immer wieder abgewandelten und ausgetauschten Arpeggio-Muster, mit denen sich die weit ausgreifende harmonische Entwicklung ausdrückt. Nach mehreren Zeilen reinsten C-Durs wird über die Dominante die Paralleltonart a-Moll erreicht und nach und nach gefestigt. Nun steuert Bach den Bereich der Subdominante und ihrer Parallele an; längere Passagen über den Orgelpunkt der leeren G-Saite verunklaren dies aber und lassen das eigentliche Modulationsziel über weite Strecken im Unklaren. Dieser Abschnitt ist deutlich vom Schluss des ersten Satzes in Arcangelo Corellis Violinsonate Opus 5 Nr. 3 inspiriert. Nach und nach setzt sich jedoch die Dominante G-Dur durch, trotz hartnäckigen Auftretens subdominantischer Funktion. Nach allen Akkordbrechungen greift Bach hier wieder hörbar auf Tonleitermaterial zurück, das er in den ersten Zeilen entwickelt hatte und leitet damit deutlich das Satzende ein.
Bei aller harmonischen Komplexität finden die Harmoniewechsel ausschließlich auf der ersten Zählzeit jedes Takts statt, was auf ein hohes Tempo schließen lässt. Letzteres legt auch die nur in Kellners Abschrift zu findende Spielanweisung „presto“ nahe.

#### Tanzsätze
Allemande: Der Satz ist recht deutlich motivisch geprägt durch das Spiel mit in die Sechzehntelbewegung eingefügten Zweiunddreißigstelwerte; der Satz hat einen bei Bach nicht häufigen Auftakt aus drei Sechzehnteln. Bach erfindet hier immer neue Motive, die auch alle im zweiten Teil wieder aufgegriffen werden – streckenweise sind die sich entsprechenden Abschnitte der beiden Teile bis ins Detail rhythmisch ähnlich oder gar gleich, was auch wieder zu einer strengen Form aus zwei gleich langen Teilen führt. Dieser hochentwickelten motivischen Arbeit steht eine auffällig sparsame Harmonik gegenüber, die im ersten Teil gerade einmal die Dominante einführt und festigt und im zweiten Teil nach kurzem Berühren des Mollparallelen- und Subdominantbereichs wieder zur Tonika führt.
Courante: Das Notenbild gibt sich sehr unauffällig – scheinbar nur Achtelketten, die selten anhalten, um dann gleich mit einem schnellen Auftakt wieder loszulaufen. Bach entwickelt melodische Bögen von vier und oft acht Takten, die in beiden – wieder fast gleich langen – Formteilen durch das Andeuten einer zweiten und dritten Stimme zunehmend zur Mehrstimmigkeit führen.
Sarabande: Der Satz führt wieder ausgeprägte Betonungen auf der ersten und zweiten Zählzeit ein. Der zweite, doppelt lange, Teil wendet sich schnell zur Dominante der II. Stufe und erreicht diese über eine geheimnisvolle Figur, die ihren Reiz aus der harmonischen Molltonleiter bezieht, vor allem aber aus einer spannungsgeladenen Synkope, die die erwartete zweite Zählzeit ausspart. Die letzten Takte führen in die Tonika zurück, nutzen auf diesem Weg aber mehrfach Zwischendominanten, so dass sich in der Unterstimme nebenbei auch ein b-a-c-h-Motiv bildet.
Bourréen: Die Rhythmik des kurzen, deutlich tanzgeprägten ersten Teils der ersten Bourree wird im zweiten Abschnitt zunächst wiederholt und moduliert dabei zur Tonikaparallele. Beim dritten Durchgang löst sich alles in Achtelketten auf, die sich so weit vom Original entfernen, dass Bach unauffällig weiteres Material einschieben kann, ehe ein deutlicher Rückgriff auf die zweite Viertaktgruppe des Beginns den Satz zur Grundtonart zurückführt.
Die zweite Bourrée löst die deutliche Rhythmik der ersten von Beginn an in eine weiche Achtelbewegung auf, die Bach mit vielen Legatobögen versieht und die die Gesamtausgabe nicht ohne Grund mit piano bezeichnet. Ziel ist hier aber ganz offenbar nicht eine Verschleierung der Periodik, sondern nur ein Gegensatz im Charakter – anders als in vielen anderen von Bach komponierten Bourréen (etwa in der E-Dur-Partita für Violine solo) sind diese Sätze in den Cellosuiten III und IV auffallend klar gegliedert.
Gigue: Ein sehr wirkungsvoller Abschlusssatz mit einer unerwarteten Fülle melodischen Materials – latente und echte Zweistimmigkeit, verschobene Akzente und – in den zweiten Hälften beider Formteile – ausgeprägte Dudelsackeffekte. Der Satz beginnt mit einer unscheinbaren Variante des „Giga“-Typ, wie er in der ersten und vor allem der vierten Suite am reinsten und deutlichsten ausgeführt ist. Immer mehr bestimmen dann aber Sechzehntel das Notenbild; zuletzt führt der erste Abschnitt noch ein kleines anapästartiges Motiv ein, das erst im anschließenden zweiten Teil eine wichtige Rolle spielen wird. Doch anders als in allen anderen Tanzsätzen der Sammlung greift dieser zweite Teil nicht auf den Satzbeginn zurück, sondern führt zunächst noch einmal ganz neues Material ein. Erst dann greift er die verschiedenen anderen Elemente der Reihe nach auf und bringt die Suite überzeugend zu Ende.

### Suite Nr. IV Es-Dur, BWV 1010
- Praeludium c Es-Dur
- Allemande c Es-Dur
- Courante 3/4 Es-Dur
- Sarabande 3/4 Es-Dur
- Bourrée I Es-Dur – II Es-Dur – I
- Gigue 12/8 Es-Dur

#### Praeludium
Dieser Satz bildet eine harmonisch weit ausgreifende Akkordstudie und erinnert deutlich an ähnliche Sätze für Laute und entfernt an das Prélude der ersten Suite. Gleich vom Beginn ab bilden zwei Takte eine harmonische Einheit, was auf ein hohes Tempo schließen lässt. Subtile Änderungen des Musters unterstützen diese Zweitaktigkeit und führen schließlich nebenbei sogar aufsteigende Arpeggien ein, so dass durch den Rückgriff auf die Anfangsmuster das Erreichen der Mollparallele verdeutlicht werden kann. Unvorhersehbar bricht die Bewegung auf der siebten Stufe der Dominante dieser zweiten Stufe ab; erst eine lange Sechzehntelkette setzt sie wieder in Bewegung.
Ab hier unterbrechen immer wieder schnelle Läufe oder Tonumspielungen das Grundmuster und gewinnen soviel Bedeutung, dass der Satz auch nicht mit der Wiederholung der Anfangstakte endet, sondern ebenfalls erst mit einem Sechzehntellauf zum Tonikaakkord. Wegen der Tonart ist der Satz angesichts seiner mehrstimmigen Akkorde für heutige Cellotechnik alles andere als einfach zu spielen; daher ist bereits vermutet worden, dass Bach in dieser Suite ähnlich wie in der fünften die a-Saite herunterstimmte – nach g oder as. 

#### Tanzsätze
Allemande: Abgesehen von der wohl erst später entstandenen sechsten Cellosuite ist dies die einzige Allemande aus den Cellosuiten und Englischen Suiten, bei der der zweite Teil länger als der erste ist. Der erste Teil etabliert zwei sechstaktige Gruppen, die auf zwei Takte Tonleitergänge mit einer motivischen Viertaktgruppe antworten; eine Viertaktgruppe schließt diesen Formteil ab. Der zweite Teil beginnt wieder mit einer sechstaktigen Einheit und überlagert anschließend Vier- und Sechstakter; ein Reprisenbeginn oder auch nur das Wiedererreichen der Tonika wird nicht deutlich herausgearbeitet.
Courante: Der Satz ist grundsätzlich auf einer Achtelbewegung aufgebaut, mit langen Auftakten aus Sechzehntelketten. Dem stellt Bach immer wieder eine Triolenbewegung gegen, so dass die Rhythmik ungewöhnlich reichhaltig ist; damit schwankt der Satz zwischen dem Typ der französischen Courante und der italienischen „Corrente“. Möglicherweise liegen hier auch bereits Einflüsse des galanten Stils vor, die in Zukunft zu genauerer Datierung herangezogen werden könnten.
Sarabande: Bach verzichtet fast völlig auf Akkorde oder auch nur deutliche Dissonanzen auf der zweiten Zählzeit, so dass der Tanz sehr stark stilisiert wirkt. Die Melodiestimme zeichnet sich durch häufige Punktierungen aus und durch synkopische Überbindungen auf die erste Zählzeit, die nur durch den über weite Strecken obligat durchgehenden Bass markiert werden.
Bourréen: Als größtmöglichen Gegensatz zum vorhergehenden Satz zeichnet die erste Bourrée den zugrundeliegenden Tanzcharakter sehr deutlich; so bestehen die Periodiken klar aus – nirgendwo in Frage gestellten – Zweitaktgruppen, die sich im ersten Teil und weiten Teilen des zweiten zu Viertaktgruppen verbinden. Der zweite Teil besteht aus drei etwa gleich langen Abschnitten; beim mittleren (in der Mollparallele) und dem abschließenden Tonika-Abschnitt verschleiert Bach die Themeneinsätze. Charakteristisch für den Satz – und in einer Bourrée eher selten – ist der schnelle Auftakt aus vier Sechzehnteln, den Bach sofort für motivisches Spiel nutzt.
Dieser deutlich virtuosen ersten Bourrée folgt der größtmögliche Gegensatz: Ein lakonisch kurzes, fast gänzlich aus Vierteln aufgebautes Bourrée 2 in deutlicher Zweistimmigkeit.
Gigue: Der italienische Giga-Typ ist hier besonders deutlich ausgeprägt; das Fehlen jeder schnelleren Bewegung und der betont langsame Harmoniewechsel lassen auf ein besonders hohes Tempo schließen. Auch hier verbinden sich zweitaktige Phrasen über weite Strecken zu Vier- und Achttaktgruppen, doch wird die Periodik immer wieder durch zweitaktige Einschübe subtil gestört, so dass schon der erste Teil aus zehn Takten besteht. Der zweite Teil besteht aus zwei Abschnitten und moduliert in der Mitte von der Dominante über deren Parallele zur Tonikaparallele; der Schlussteil beginnt wie eine tongetreue Reprise, erweitert diese aber auf sechzehn Takte.

### Suite Nr. V c-Moll, BWV 1011
- Prélude c-3/8 c-Moll
- Allemande c c-Moll
- Courante 3/4 c-Moll
- Sarabande 3/4 c-Moll
- Gavotte I c-Moll – II c-Moll – I
- Gigue 3/8 c-Moll

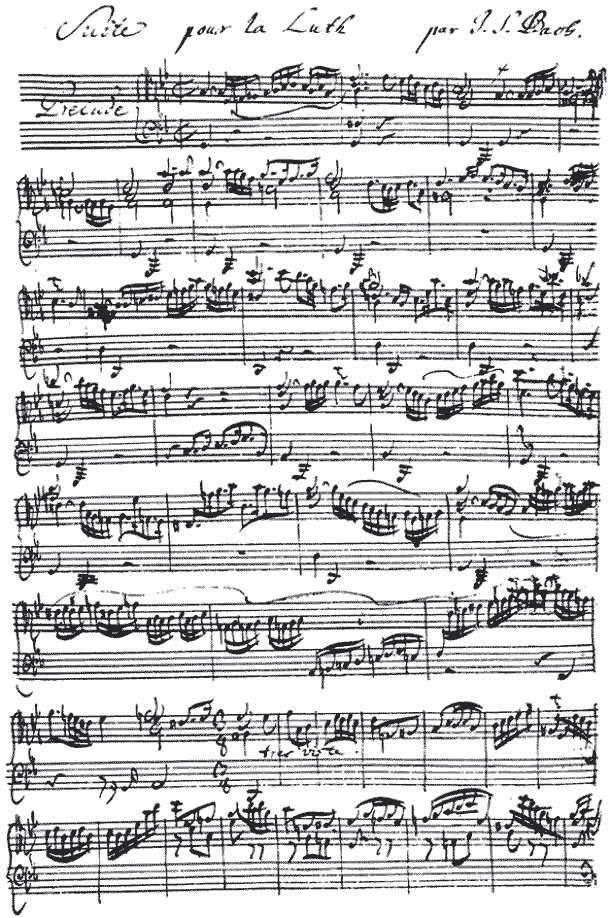
Die erste Seite (Prélude) der Lautenfassung (BWV 995) der 5. Suite

Diese Suite ist auch in g-Moll in einer autographen Fassung für Laute (BWV 995) überliefert. Nach heutigem Wissensstand wurde sie aus der Cellofassung bearbeitet. Bach schrieb sie für den Musikalienhändler Jacob Schuster, und erwartete offenbar, dass dieser von der Handschrift weitere Abschriften anfertigen werde, sah die Handschrift also offenbar nicht als repräsentativ an.
Für Cello ist das Werk in Skordatur notiert; das heißt, die a-Saite wird um einen Ganzton nach g heruntergestimmt, was maßgeblich zu einem gedeckteren Gesamtklang beiträgt. Eine derartige Cellostimmung war in Bologna üblich, doch ist nicht zu beweisen, dass sich Bach auf diese Tradition bezogen hätte oder sie auch nur gekannt hätte; dies ist eher unwahrscheinlich, denn ein anderes Werk Bachs in einer solchen Stimmung ist nicht bekannt.
Denkbar ist die Annahme einer Urfassung für Gambe, deren Mehrstimmigkeit Bach so besser aus der originalen Quartenstimmung auf das Cello übertragen konnte. Am Weimarer Hof hatte 1693 bis 1695 August Kühnel gewirkt; ein Exemplar seiner gedruckten 14 Sonate ô Partite für eine oder zwei Gamben mit Continuo könnte dort bei Bachs Ankunft durchaus in der Bibliothek vorhanden gewesen sein – einige Stellen daraus ähneln entsprechenden Wendungen in Bachs fünfter Cellosuite. Diese Parallelen lassen die Annahme einer Erstfassung für Gambe zumindest denkbar erscheinen.
Klanglich weniger befriedigende Doppelgriffe in tiefer Lage könnten auf eine spätere Transposition des Werks nach unten hinweisen, und einige gehaltene Töne in Prélude und Gigue, während denen offenbar eine andere aktive Stimme vorzustellen ist, legen ebenfalls nahe, dass das Werk ursprünglich nicht für Violoncello geschrieben war.
Auf eine frühe Entstehung vor den anderen Cellosuiten weisen harmonische Eigenarten, unregelmäßiger Periodenbau und die Verwendung älterer Tanzformen hin. Es wird sogar vermutet, Bach habe hier eine Cembalosuite aus der Zeit der englischen Suiten bearbeitet; lediglich die Sarabande habe er bei dieser Gelegenheit durch eine Neukomposition ersetzt.

#### Prélude
Den ersten Satz bildet eine zweiteilige Französische Ouvertüre aus einer Einleitung mit den typischen punktierten Rhythmen und einem darauffolgenden Fugato. Der erste Teil bleibt allein neun Takte auf der Tonika beziehungsweise ihrem Orgelpunkt, ehe er sich endlich zur Dominante öffnet. Auch diese bleibt volle fünf Takte stehen, dann erst kommt Bewegung in die Harmonik, die nach sechs Takten die Dominante erreicht und diese ebenfalls in sechs Takten festigt. Anders als in allen anderen derartigen Instrumentalsätzen Bachs wird der einleitende Abschnitt nicht wiederholt, sondern führt unmittelbar in das Fugato.
Diese setzt das Thema fast ausschließlich auf Tonika und Moll(!)-Dominante ein; erst der letzte Einsatz findet auf der Tonikaparallele statt. Auch dies lässt eine frühe Entstehung vermuten. Der Satz zeigt immer wieder die deutliche Abgrenzung von Formteilen, die klar als Zwischenspiele auftreten; der Wiedereintritt des Themas wird dann meist verschleiert durch spielerisches Verstecken des Themenkopfs unter Figuration.
Über vier Fünftel der Fuge fassen deutlich je zwei Dreiachteltakte zusammen, erst im letzten Teil treten mehr und mehr Hemiolen auf, die diese Zweitaktgruppen verunklaren und zerstören. Am Schluss wird – anders als sonst immer in Bachs Instrumentalwerk – der punktierte Teil nicht mehr wieder aufgenommen.

#### Tanzsätze
Allemande: Der Satz erinnert deutlich an die punktierten Rhythmen der Französischen Ouverture; dies könnte ein Grund sein, warum Bach die Ouverture ohne Rückgriff darauf beendet hat. Wieder haben wir zwei gleich lange Formteile vor uns. Harmoniewechsel finden meist nur auf vollen Takten statt, oft durch vierstimmige Akkorde markiert. Die Harmonik bleibt immer nah an der Grundtonart. Der Beginn des Satzes ähnelt deutlich dem der Suite in fis-Moll aus den Pièces de Clavessin von Gaspard Le Roux, das 1705 in Amsterdam erschienen war. Da Johann Gottfried Walther etwa die Hälfte dieser Sammlung kopierte, darf man davon ausgehen, dass auch Bach das Werk kannte.
Courante: Als einziger innerhalb der Cellosuiten entspricht der Satz dem französischen Typus Courante, nicht der italienischen Corrente. Eine taktweise aufsteigende Tonleiter der Unterstimme in den ersten Takten, die in die Tonika zurückfällt, dramatisiert das Erreichen der Dominante im sechsten Takt, womit Bach zunächst eine Fünftaktigkeit etabliert hat. Es folgt eine lange Kette von Hemiolen, also geradtaktigen Motiven, die das Grundmaß von 3/2 völlig überlagern und dem Hörer die Orientierung nehmen. Der zweite Satzteil scheint sich noch weiter von der Grundtaktart zu entfernen, ehe der vorletzte Takt mit seiner Kadenz im 3/2-Takt wieder zum Tonikaakkord zurückführt.
Sarabande: Dieser Satz ist besonders interessant, weil der für den Charakter dieses Tanzes wichtige Tanzrhythmus mit der (meist dissonanten) Betonung auf der zweiten Zählzeit hier durch eine rein einstimmige Achtelkette angedeutet wird. Ausdruck und Dissonanzbehandlung sind mit der Arie Seufzer, Thränen, Kummer, Noth aus Kantate 21 verglichen worden. – In der Cellotradition des 20. Jahrhunderts, wesentlich beeinflusst durch Casals, wird der Satz als extrem langsames Lamento dargestellt, ohne jeden Bezug zum Charakter des zugrundeliegenden Tanzes.
Gavotten: Überraschend deutlich wird der Tanzcharakter durch vollgriffige Akkorde betont. Der zweite Teil hat die doppelte Länge des ersten, in der Mitte moduliert er zur Durparallele und am Schluss zurück zur Tonika. Auffällig innerhalb dieser klaren Tanzperiodik ist der Versuch, hier eine hochentwickelte Polyphonie darzustellen. Die zweite Gavotte löst den fast derben Tanzcharakter der ersten in weiche Triolenbewegung auf; sie steht in der gleichen Tonart und gibt sich zu Beginn ebenfalls dreiteilig – nach dem wiederholten ersten Abschnitt führt ein zweiter gleich langer zur Dominante, der dritte dann zurück zur Tonika, wo er dann aber ganz unerwartet weiterführt, so dass diese zweite Gavotte einen überproportional langen zweiten Teil entwickelt – möglicherweise hat ja Bach diesen Satz bei der Übernahme in den Zyklus hier erweitert.
Gigue: Nach den vielen stark durch Doppelgriffe geprägten Sätzen dieser Suite fällt die Schlichtheit der Gigue auf, die – wie auch in der vierten Suite – rein einstimmig bleibt. Dadurch tendiert der Satz stellenweise zu leichter harmonischer Mehrdeutigkeit; schon bei den ersten beiden Takten bleibt die Frage offen, ob sie wirklich die Tonika oder etwa ihre Parallele markieren. Auch dieser Beginn zeigt Anklänge an gleiche Suite Le Roux’s wie die Allemande
Der Satz besteht aus klaren Achttaktgruppen, ohne jede Störung oder Verunklarung der Periodik – der erste Teil hat drei thematisch abgegrenzte Achttaktgruppen, der zweite sechs. Im Gegensatz zu allen anderen Giguen des Zyklus basiert der Satz auf punktierter Rhythmik und stellt diese auch deutlich heraus, folgt also dem Modell der französischen Gigue.

### Suite Nr. VI D-Dur, BWV 1012
- Prélude 12/8 D-Dur
- Allemande c D-Dur
- Courante 3/4 D-Dur
- Sarabande 3/2 D-Dur
- Gavotte I D-Dur – II D-Dur – I
- Gigue 6/8 D-Dur

Diese Suite ist für ein fünfsaitiges Instrument mit zusätzlicher hoher e-Saite komponiert. Der Tonumfang ist gegenüber den anderen Suiten vergrößert – um wesentlich mehr als die Quint, die die zusätzliche Saite von sich aus bietet. Die Doppelgrifftechnik stellt deutlich höhere Anforderungen, und auch die größere Länge aller Sätze lässt auf eine spätere Entstehung schließen. Auch sonst sind die durchschnittlichen spieltechnischen Anforderungen deutlich höher als bei den fünf anderen Suiten; daher „kann die sechste Suite nicht Bachs ersten Versuch einer Komposition für ein ungewohntes Instrument dargestellt haben“.
Bei der Verwendung eines heutigen, viersaitigen Cellos sind die technischen Schwierigkeiten der sechsten Suite enorm; insbesondere wird der Cellist häufig zum Spiel in sehr hohen Lagen und sogar zu blitzschnellen Lagenwechseln innerhalb von Arpeggien gezwungen. Auf einem historischen, fünfsaitigen Cello lassen sich dieselben Passagen deutlich entspannter spielen. Es ist nicht geklärt, ob Bach die sechs Suiten für ein fünfsaitiges Violoncello da spalla komponiert hat, das beim Spielen vor der Brust gehalten wird, jedoch wird dies in jüngerer Zeit, gerade im Blick auf die sechste Suite, zunehmend für plausibel gehalten. Beispielsweise ließ die auf historische Aufführungspraxis bedachte Nederlandse Bachvereniging im Rahmen ihres Projekts All of Bach (Videoaufnahme aller Werke von Bach) die sechste Suite von Sergei Malow mit einem Violoncello da spalla einspielen.
Wenn die sechste Suite tatsächlich erst um 1724 in Leipzig entstand, ist Bachs Bereitschaft erstaunlich, die zu diesem Zeitpunkt für ihn kompositorisch bereits überholten Formen der anderen Suiten aufzunehmen. Die drei Partiten für Violine solo zeigen in dieser Hinsicht ein wesentlich inhomogeneres Bild, und auch die mehrfach überarbeitete sechste Sonate für Violine und Clavier BWV 1019 fügt sich nicht gerade unauffällig in die Serie ein. Dies könnte auf ein schon höher entwickeltes Interesse Bachs an einem durchgeformten Zyklus schließen lassen. Immerhin denkbar ist auch, dass es sein Schüler G. L. Schwanberger war, auf dessen Initiative nicht nur die Anlage der Abschrift, sondern auch die Verwendung des Instruments in den Kantaten dieser Zeit und sogar die Komposition der sechsten Suite zurückging.

#### Prélude
Das Prélude spielt deutlich an einen Konzertsatz an – es etabliert zunächst eine ausgeprägte ritornellartige Struktur, die nach und nach auf allen vier möglichen Stufen auftreten wird und den Satz somit deutlich in sechs – zunehmend längere – Abschnitte gliedern wird. Dieses „Ritornell“ setzt immer recht überraschend ein und hat zwar einen hohen Wiedererkennungswert durch seine ersten Takte mit bariolageartiger Technik, bildet aber keine abschließende Kadenz, sondern geht nahtlos fortspinnend in die jeweils folgenden Episoden über.
Während dieser Ritornellkopf harmonisch statisch ist, ändert sich im übrigen Satz der Rhythmus der Harmoniewechsel immer wieder und wird bei anhaltend gleichbleibenden Triolenachteln sogar Mittel zur Gestaltung. Die ersten elf Takte modulieren allmählich zur Dominante, wo sie exakt wiederholt werden und so zur zweiten Stufe führen, deren Mollcharakter nun Änderungen erfordert und zu längeren Modulationspassagen ausgenutzt wird. Nachdem in der Satzmitte mit erneutem Auftreten des Ritornells die Subdominante G-Dur markiert wurde, beginnt Bach allmählich, immer höhere Register zu nutzen und schließlich die bis dahin nie verlassene unablässige Triolenbewegung mehrfach kurz zu stauen, bis sie sich in kaskadenartige Läufe und Akkordbrechungen auflöst.
Auch diese werden wieder unvorbereitet durch ein kurzes Ritornellzitat auf Dominante und Tonika abgelöst; dann leitet Bach deutlich hörbar die Rückmodulation in die Ausgangstonart ein. Der Satz schließt mit einigen Akkordschlägen und einer kurzen Coda.

#### Tanzsätze
Bei näherer Betrachtung zeigen sich deutliche Gegensätze zwischen den ersten beiden Tanzsätzen und den drei folgenden: Während Allemande und Courante ihre periodische Struktur eher verwischen, bestehen Sarabande, Gavotten und Gigue geradezu überdeutlich aus Vier- und Achttaktgruppen ohne jeden Ansatz, diese Periodik zu stören. Diese drei Sätze scheinen auch die C-Saite auffällig wenig zu verwenden; möglicherweise könnte das auf eine Entstehung zunächst für ein viersaitiges Instrument schließen lassen. Auch ein harmonisches Detail fällt bei Allemande und Courante auf: Sie erreichen gegen Ende ihrer Formteile die Zieltonart jeweils sehr früh und festigen sie dann auf liegender Harmonie, was sonst in den Cellosuiten in dieser Ausprägung nicht vorkommt. Diese und andere Eigenschaften könnten in Zukunft einmal zur genaueren Datierung herangezogen werden und lassen eine Überarbeitung einer Frühfassung als denkbar erscheinen.
Allemande: Nach dem Konzertsatz des Préludes folgt hier der dazugehörige langsame Satz: Virtuose, scheinbar endlose Kantilenen eines Soloinstruments, nur leicht gestützt durch wenige Akkorde und Basstöne, zwischen denen stellenweise noch eine angedeutete Mittelstimme hervortritt.
Courante: Mit einer einzigen charakteristischen Figur und wenigen Varianten gestaltet Bach den ganzen Satz. Die Figur ist ein langer Auftakt aus einem gebrochenen Akkord. Nach und nach erweitert Bach ihn in beiden Satzteilen durch immer längere Sechzehntelketten, die ebenfalls auftaktig wirken und die Spannung ständig steigen lassen.
Sarabande: Der Satz bildet mit seinen ausgedehnten drei- und vierstimmigen Akkorden wohl den Höhepunkt an echter Mehrstimmigkeit in allen sechs Cellosuiten. Grundsätzlich auf einer Variante des Foliarhythmus basierend, führt er gleich zu Beginn die Zweiteilung der ersten Zählzeit ein (zwei Viertel- statt einer halben Note). Nach und nach werden auch die anderen Zeiten unterteilt, so dass lange Ketten von Doppelgriffen entstehen, zunächst als Akkordbrechungen, dann immer mehr als extensive, ausdrucksvolle Vorhaltsketten.
Die Gavotten etablieren ihren charakteristischen Rhythmus sehr deutlich; die erste bringt in der zweiten Hälfte des Mittelteils eine deutliche Reprise; die zweite führt dieses Prinzip noch weiter, indem sie – man denkt an die Gavotte an Rondeau der 3. Violinpartita und das Rondeau der h-Moll-Suite BWV 1067 – ein echtes Rondo darstellt, mit drei Refrains und einem vier- und einem achttaktigen Couplet, die beide anschließend noch einmal wiederholt werden.
Gigue: Der Satz ruft einen deutlichen pastoralen Charakter hervor durch Hornquinten gleich zu Beginn und die Verwendung von Orgelpunkten, die motivisch auf den Eingangssatz anspielen. So hat er keinen virtuosen, sondern einen eher behäbigen Charakter, vergleichbar mit dem Schlusssatz des Sechsten Brandenburgischen Konzerts.

## Rezeptionsgeschichte

### Veröffentlichung
Eine Erstveröffentlichung fand um 1824 anonym in Paris statt; das Vorwort nennt den Cellisten und Hochschulprofessor Louis Pierre Martin Norblin als Entdecker des Manuskripts. Der Titel bezeichnet die Werke jedoch nicht als Suiten, sondern als „Sonaten oder Etüden“ – dies mag dazu beigetragen haben, dass die Werke jahrzehntelang nur als Studienobjekte und als ungeeignet für den öffentlichen Vortrag angesehen wurden.
Das Werk wurde 1879 in der Bach-Gesamtausgabe (Band 17.1) veröffentlicht; Herausgeber war Alfred Dörffel. Eine für Spieler eingerichtete Ausgabe wurde anschließend von Julius Klengel besorgt und im Jahr 1900 veröffentlicht. Bis um die Wende zum 20. Jahrhundert sind die Suiten jedoch offenbar so gut wie nie öffentlich aufgeführt worden.

### Aufführungen, Interpretation und heutige Bedeutung
Der Cellist Pau Casals berichtet, die Erstausgabe in einem Antiquariat gefunden zu haben und als erster einzelne Suiten vollständig im Konzert vorgetragen zu haben. Jedenfalls war sein Einfluss enorm, vor allem durch seine Gesamtaufnahme aus den Jahren 1927 bis 1939. Obwohl diese aus heutiger Sicht „ausgesprochen zeitgebunden, fast antiquiert“ wirkt, hat sie jahrzehntelang in Deutschland das Bild der Werke maßgeblich bestimmt. Aufnahmen auf Originalinstrumenten durch August Wenzinger (1960) und Nikolaus Harnoncourt (1965) waren in Deutschland kaum zugänglich; dasselbe galt für Ulrich Kochs Aufnahme der sechsten Suite (in den 1970er Jahren) auf einem am Arm gespielten Instrument. Erst 1981 war in Deutschland mit der Einspielung Anner Bylsmas eine historisch informierte Interpretation erhältlich, 2009 die Gesamtaufnahme des Geigers Sigiswald Kuijken auf dem „Shoulder Cello“. Viele unhistorische Interpretationsgewohnheiten konnten sich in der konventionellen Hochschul- und Konzertkultur herausbilden und bis heute halten. Musikwissenschaftler weisen darauf hin, dass es gerade bei Bachs Cellosuiten angebracht sei, „überkommene Deutungsschemata und eingefahrene Spielkonventionen zu hinterfragen“.
Ein Meilenstein in den 1960er Jahren war die vom Cellisten Enrico Mainardi gestaltete Ausgabe. Mainardi übernahm den von Ernst Kurth geprägten Begriff des „linearen Kontrapunkts“ und sah in dessen latenter Mehrstimmigkeit das kompositorische Prinzip der Suiten. Im Notendruck wird jeweils in einer zweiten Zeile der zweistimmige Charakter der Musik deutlich gemacht. Dieser Absicht dienen seine Bogenstriche, die sich oft erheblich von den Bogenstrichen anderer Herausgeber unterscheiden. 
Für die Violoncelloliteratur gelten Bachs Cellosuiten heute als wesentlicher Bestandteil; sie gehören bei praktisch jedem Probespiel oder Wettbewerb zu den Pflichtstücken und dominieren das Studium und Soloauftritte (Rezitals) in hohem Maße, vergleichbar den Sonaten und Partiten für Violine. Zumindest Einzelsätze sind auch einem breiteren Publikum bekannt; das Prélude der ersten und die Sarabande der fünften Suite werden heute immer wieder als Filmmusik eingesetzt.

### Bearbeitungen und Einfluss auf andere Kompositionen
Robert Schumann schrieb im März 1853 Klavierbegleitungen zu den sechs Suiten; er bezeichnete sie als „die schönsten und bedeutendsten Compositionen, die es für Violoncelli giebt“. Nur die Bearbeitung der dritten Suite hat sich erhalten, die anderen fünf sind verschollen. Leopold Godowsky arrangierte die zweite, dritte und fünfte Suite für Klavier solo.
Bachs Suiten haben auch die Komponisten der Moderne und der Gegenwart inspiriert. 1915 schrieb Max Reger drei Suiten für Violoncello solo (op. 131c); im selben Jahr komponierte Zoltán Kodály seine Solosonate in h-Moll op. 8, die 1918 uraufgeführt und 1921 veröffentlicht wurde. Regers Solowerke wiederum haben Paul Hindemith zu Kompositionen für Streicher allein inspiriert, die dieser ab 1917 schrieb (darunter 1923 eine Sonate für Violoncello allein op. 25 Nr. 3). Bis heute sind Solowerke für Melodieinstrumente in der Neuen Musik keine Seltenheit, und gerade für das Violoncello sind solistische Kompositionen häufig. 